# Psychosphère
La psychosphère est un concept de science-fiction issu de l'univers de l'écrivain de science-fiction Roland C. Wagner. Mentionné pour la première fois en 1985 dans la version « novella » du Serpent d'angoisse, le concept est véritablement formulé de manière théorique douze ans plus tard dans un autre roman du même auteur, L'Odyssée de l'espèce, paru en 1997.

## Définition
L'idée de base du concept de Roland C. Wagner est que l'inconscient collectif jungien — ou, du moins, une version quelque peu remaniée prenant également en compte une éventuelle mémoire collective de l'espèce humaine — possède une réalité matérielle à la suite d'un processus où le cerveau de l'Homo sapiens joue le rôle d'un convertisseur énergétique transférant des ondes/particules vers des dimensions non développées de notre continuum espace-temps. Par conséquent, tout ce qui est jamais passé dans l'esprit d'une créature dotée d'un néocortex se retrouve sous une forme ou sous une autre dans la psychosphère, puisque la pensée humaine est la source du flux d'information qui l'alimente. Elle abrite bien entendu des archétypes, certains tout à fait jungiens, d'autres comme le Petit Garçon timide ou l'Esprit Chat.
Mémoire collective, source et réceptacles des mythes, reflet de l'infinie variété des mentalités humaines, la psychosphère interagit avec notre réalité dans une mesure pouvant varier avec le temps. La stabilité de la réalité consensuelle dépend de la nature et de la fréquence de ces interactions. 
Dans Histoire d'un futur, les deux continuums fusionnent brièvement, suscitant un cataclysme psychique qui frappe la totalité de l'espèce humaine : la Grande Terreur primitive. Les conséquences de ce phénomène — et, plus généralement, celles de l'existence de la psychosphère — sur l'évolution de l'humanité constituent le moteur principal de ce cycle romanesque qui s'étend de la fin du XXe siècle à l'avenir lointain. Un état de fait dont la dimension métaphorique n'échappera à personne.
Dans une interview accordée au site actusf.com, Roland C. Wagner déclarait :

« Les auteurs de voyages extraordinaires des siècles passés peuplaient les zones blanches sur les cartes de pays et de créatures imaginaires. J'ai tâché de construire l'univers des Mystères en comblant certains blancs dans notre représentation théorique du monde. Ce qui impliquait un minimum de compatibilité avec ladite représentation. Au bout du compte, il semblerait que la théorie de la psychosphère ne présente pas de contre-indications majeures. Un professeur de physique m'a même écrit qu'il pourrait, à la rigueur, la faire gober à ses étudiants. Je lui laisse la responsabilité de ses propos. »

S'il fallait retracer une filiation littéraire de la psychosphère, on pourrait sans doute remonter jusqu'au monde des rêves que visite Randolph Carter dans La Quête onirique de Kadath l'inconnue de H. P. Lovecraft, mais c'est vers des exemples plus récents, tels les mondes à la réalité instable d'Ubik de Philip K. Dick ou Le Temps incertain de Michel Jeury, qu'il conviendrait plutôt de se tourner. Deux concepts voisins, quoique moins élaborés, sont apparus dans le monde anglo-saxon : le Vurt de Jeff Noon et le Jeamland de Michael Marshall Smith dans Avance rapide.

### Sources
- (fr) Au fil d'une ligne de probabilité
- (fr) Analyse de La balle du néant, Les ravisseurs quantiques et L'Odyssée de l'espèce par Pascal J. Thomas

### Autres sens
Le terme a été employé avec des significations différentes par d'autres écrivains : 
- Brian Lumley dans Psychosphere (1984)
- Le terme a aussi été utilisé dans le premier épisode de "True detective" de la saison 1